# پایگاه هوایی گارد ملی اوتیس
پایگاه هوایی گارد ملی اوتیس (به انگلیسی: Otis Air National Guard Base) یک فرودگاه است . این فرودگاه در کشور ایالات متحده آمریکا قرار دارد .